# Франсоа Север
Франсоа Север (на френски: François Cevert) е френски пилот от Формула 1. Роден е на 25 февруари 1944 г. в Париж, Франция. Печели Голямата награда на САЩ през 1971 година с Тирел има и две най-бързи обиколки и 89 точки. Загива в катастрофа на пистата Уоткинс Глен в САЩ.

## Ранна кариера
На 16 години Франсоа се състезава на две колела, вместо на четири. Скоро Север заменя двете с четири през 1966, след като завършва тренировъчното училище в Льо Ман, и след това училището за пилоти в Маникур. През 1968 Север става шампион във френската Формула 3 с отбора на Текно. През следващата година французинът се присъединява към Формула 2 отново с Текно, финиширайки трети, като също така взема участие в ГП на Германия същата година във Ф2 категорията. По това време Формула 2 е тренировъчно място за пилоти, които се целят да бъдат във Формула 1. Джеки Стюарт и Франсоа се борят за победата по време на състезание от Формула 2 в Кристъл Палас, като двамата водят битка за победата, която впечатлява самия шотландец, което принуждава Кен Тирел да държи под око Север. Препоръката е спазена и Север е нает от Тирел за сезон 1970.

## Формула 1
След като Джони Серво-Гавен изненадващо обявява край на състезателната си дейност, три състезания след началото на сезон 1970, Тирел назначава Север като втори пилот, заедно с тогавашния шампион Стюарт. През следващите четири сезона Франсоа става протеже на шотландеца, а неговият дебют идва в Зандвоорт за Голямата награда на Нидерландния. Север се доближава до Стюарт като скорост с всяко изминало състезание. Той постига и първите си точки по време на ГП на Италия същата година.
През сезон 1971 Север финишира трети в генералното класиране с 26 точки благодарение на подиумите в Франция, Германия и Италия преди да постигне единствената си победа в кариерата си в Уоткинс Глен, САЩ. Той става вторият французин, който печели Гран При след Морис Трентинян и получава 50 хил. щатски долара като награда.
Окачванията за Север, Стюарт и Тирел за по-добър сезон не се оправдват за сезон 1972, заради доминацията на Лотус и Емерсон Фитипалди. Франсоа влиза в точките само три пъти, като последно е второто място в Уоткинс Глен. Макар сезонът му да е разочароващ, положително е второто място, което Север постига за 24-те часа на Льо Ман с Матра 670 и със съотборник Хоудън Гънли.
Карането на Север се подобрява през сезон 1973, благодарение на конструираните от Дерек Гарднър болиди на Тирел, 005 и 006, което връща Тирел обратно към победите. Север постига шест втори места и едно трето, след подобрението на отбора и устойчивостта и скоростта на болида. Това кара Стюарт да планира своето пенсиониране от Формула 1 след последното състезание в САЩ, виждайки Север като силен пилот и бъдещ шампион.

## Смърт
На 7 октомври 1973, се провежда последното състезание за сезон 1973 в Уоткинс Глен. По време на квалификациите Север се бори за по-добро място в състезанието, когато пет минути преди края на трасето настъпва пълна тишина. Болидът на Север катастрофира жестоко в горната секция към „Есеси“-те, между трети и четвърти завой. Машината на французина преминава високо върху бюрдюрите и се врязва в дясната мантинела. Накрая болидът се удря встрани в мантинелата в дясната страна на трасето с почти 150 мили на 90 градуса, огъвайки я от удара. Север почива на място от тежките контузии, получени от бариерата.
Джоди Шектър е първият пристигнал на мястото на инцидента в опит да помогне на французина, но без никакъв резултат. Кен Тирел и Стюарт, както и шефът на Лотус Колин Чапман, са потресени от тежката участ, която сполетява отбора и се разнася из целия падок. След като преглежда мястото на инцидента със своя болид, Стюарт се прибира в бокса на Тирел и заедно с отбора решават да се откажат от състезанието в знак на почит към 29-годишния французин.
След възобновяването на сесията Стюарт излиза на трасето с бавна скорост, в търсене на улики, довели до трагедията на Север. Неговото заключение е, че предпочита да вземе третия и четвъртия завой на четвърта предавка, в ниските обороти, правещи болида по-контролируем. Север обаче предпочита да се вземе на трета предавка, когато болидът е с високи обороти, което е като компромис заради преминаването на бързата комбинация от завои. Джеки отбелязва, че болидът е в неравномерно положение, когато се преминава на това място с трета предавка. По същото време е сниман документален филм минути преди началото на квалификацията. В него Стюарт и Север са в дебат относно това място. Подобен инцидент, но по-груб, отнема живота на австриеца Хелмут Коиниг, година по-късно на същата ГП на САЩ, като това става на завой седем. В отговор на фаталните инциденти на Север и Коиниг, е направен шикан между трети и четвърти завой за ГП на САЩ 1975, за да се намали скоростта на болидите, преминаващи ес-образните завои, като шиканът е премахнат през 1985, след като трасето губи домакинството си за Голямата награда на САЩ.

## Резултати от Формула 1
| Година | Отбор                       | Болид     | Двигател | 1       | 2      | 3       | 4       | 5       | 6      | 7       | 8       | 9       | 10      | 11      | 12      | 13      | 14      | 15      | WDC   | Тчк. |
| ------ | --------------------------- | --------- | -------- | ------- | ------ | ------- | ------- | ------- | ------ | ------- | ------- | ------- | ------- | ------- | ------- | ------- | ------- | ------- | ----- | ---- |
| 1970   | Tyrrell Racing Organisation | Марч 701  | Форд V8  | RSA     | ESP    | MON     | BEL     | NED Ret | FRA 11 | GBR 7   | GER 7   | AUT Ret | ITA 6   | CAN 9   | USA Ret | MEX Ret |         |         | 22-ри | 1    |
| 1971   | Elf Team Tyrrell            | Тирел 002 | Форд V8  | RSA Ret | ESP 7  | MON Ret | NED Ret | FRA 2   | GBR 10 | GER 2   | AUT Ret | ITA 3   | CAN 6   | USA 1   |         |         |         |         | 3-ти  | 26   |
| 1972   | Elf Team Tyrrell            | Тирел 002 | Форд V8  | ARG Ret | RSA 9  | ESP Ret | MON NC  | BEL 2   | FRA 4  | GBR Ret | GER 10  | AUT 9   | ITA Ret |         |         |         |         |         | 6-и   | 15   |
| 1972   | Elf Team Tyrrell            | Тирел 006 | Форд V8  |         |        |         |         |         |        |         |         |         |         | CAN Ret | USA 2   |         |         |         | 6-и   | 15   |
| 1973   | Elf Team Tyrrell            | Тирел 006 | Форд V8  | ARG 2   | BRA 10 |         | ESP 2   | BEL 2   | MON 4  | SWE 3   | FRA 2   | GBR 5   | NED 2   | GER 2   | AUT Ret | ITA 5   | CAN Ret | USA DNS | 4-ти  | 47   |
| 1973   | Elf Team Tyrrell            | Тирел 005 | Форд V8  |         |        | RSA NC  |         |         |        |         |         |         |         |         |         |         |         |         | 4-ти  | 47   |